# 930
Cette page concerne l'année 930  du calendrier julien. Pour l'année 930 av. J.-C., voir 930 av. J.-C. Pour le nombre 930, voir 930 (nombre).
L'année 930 est une année commune qui commence un vendredi.

## Événements
- 12 janvier : les Qarmates d’Abû Tâhir pillent La Mecque[1], emportant la pierre noire de la Ka'ba qui ne sera rendue contre rançon que vingt ans plus tard (952)[2].
- Au début de l'année, les Normands de la Loire envahissent de nouveau l'Aquitaine, pillent la Saintonge, l'Angoumois, le Périgord jusqu'en Limousin. Le roi Raoul intervient et bat les Normands au lieu-dit Ad Destricios (Estresse, près de Beaulieu-sur-Dordogne)[3]. Après cette campagne, les rois Francs n’interviennent plus au sud de la Loire.
- 23 mars : Raoul de Bourgogne est à Autun[3].
  - Ernaut de Douai, vassal de Hugues le Grand, passe au parti d'Herbert II de Vermandois, ce qui détériore encore les relations entre les deux hommes. Raoul quitte la Bourgogne et parvient à imposer sa médiation. Dans les termes de l'accord, son frère Boson doit récupérer Vitry-en-Perthois pris par Herbert en 929. Ce-dernier provoque la défection d'Anseau, vassal de Boson, qui gardait Vitry, lui donnant Coucy comme prix de sa trahison. En représailles, Boson, Gislebert de Lotharingie et les comtes Lorrains s'entendent avec Hugues ; après le retour de Raoul en Bourgogne, les alliés assiègent et prennent Douai, dont Roger de Laon est investi par Hugues. Ernaut, réfugié auprès d'Herbert, est dédommagé par la cession de Saint-Quentin. Boson parvint à rentrer dans Vitry. Il enleve Mouzon par ruse à Herbert, mais celui-ci passe la Meuse vers la Noël et reprend la place par surprise[3].
- Mai : début du siège de Tolède par les troupes du califat de Cordoue (fin en 932). Abd al-Rahman III est sur place en juillet[4].

- Création de l'Althing en Islande[5]. Création d'un Parlement et réorganisation des things de district sous le contrôle des Godar à la suite des réformes d'Ulfjótr. Une sorte de république dirigée par une sorte d’assemblée aristocratique se constitue (fridharöld, « âge de la Liberté », 930-1150).